# Sojus TMA-19
Sojus TMA-19 ist eine Missionsbezeichnung für den Flug des russischen Raumschiffs Sojus zur Internationalen Raumstation (ISS). Im Rahmen des ISS-Programmes trägt der Flug die Bezeichnung ISS AF-23S. Es war der 23. Besuch eines Sojus-Raumschiffs an der ISS, der 100. Flug zur ISS insgesamt und der 129. Flug im Sojusprogramm.

## Besatzung

### Hauptbesatzung
- Fjodor Nikolajewitsch Jurtschichin, (3. Raumflug), Kommandant (Roskosmos/Russland)
- Shannon Walker (1. Raumflug), Bordingenieurin (NASA/USA)
- Douglas Wheelock (2. Raumflug), Bordingenieur (NASA/USA)[5]

### Ersatzbesatzung
- Dmitri Jurjewitsch Kondratjew, Kommandant (Roskosmos/Russland)
- Paolo Nespoli, Bordingenieur (Esa/Italien)
- Catherine Grace Coleman, Bordingenieurin (NASA/USA)[6]

## Missionsüberblick
Der Start erfolgte am 15. Juni 2010 um 21:35 UTC. Das Raumschiff Sojus TMA-19 dockte am 17. Juni 2010 um 22:21 UTC automatisch mit drei Besatzungsmitgliedern der ISS-Expeditionen 24 und 25 am Heck des Swesda-Moduls der Internationalen Raumstation an. Das Sojus-Raumschiff löste Sojus TMA-17 als Rettungskapsel ab. Am 28. Juni verlegte die Crew im manuellen Flugverfahren das Raumschiff zu seinem endgültigen Anlegeplatz am neuen Rasswet-Modul.
Am 26. November 2010 um 1:23 UTC koppelte Sojus TMA-19 mit Jurtschichin, Wheelock und Walker an Bord ab. Damit begann auf der ISS die Expedition 26 mit Scott Kelly als Kommandant. Die Bremszündung wurde 3:55 UTC eingeleitet. Die Crewkapsel landete nach einem normalen Abstieg gegen 4:46 Uhr UTC in der kasachischen Steppe in der Nähe von Arkalyk.